# Шарґлев
Шарґлев (пол. Szarglew) — село в Польщі, у гміні Ілув Сохачевського повіту Мазовецького воєводства.
Населення — 32 особи (2011).
У 1975-1998 роках село належало до Плоцького воєводства.

## Демографія
Демографічна структура станом на 31 березня 2011 року:
|          | Загалом | Допрацездатний вік | Працездатний вік | Постпрацездатний вік |
| -------- | ------- | ------------------ | ---------------- | -------------------- |
| Чоловіки | 18      | 3                  | 13               | 2                    |
| Жінки    | 14      | 1                  | 8                | 5                    |
| Разом    | 32      | 4                  | 21               | 7                    |